# Cantó d'Écouen
El cantó d'Écouen és un antic cantó francès del departament de Val-d'Oise, que estava situat al districte de Sarcelles. Comptava amb sis municipis i el cap era Écouen.
Va desaparèixer al 2015 i el seu territori es va dividir entre el cantó de Fosses, el cantó de Deuil-la-Barre i el cantó de Domont.

## Municipis
- Saint-Brice-sous-Forêt
- Ézanville
- Écouen
- Le Mesnil-Aubry
- Piscop
- Le Plessis-Gassot

## Història
| Data d'elecció                           | Identitat            | Partit                     | Qualitat |
| ---------------------------------------- | -------------------- | -------------------------- | -------- |
| 1945-1949                                | M. Meyer             | SFIO                       |          |
| 1949-19..                                | M. Garas             | RFP                        |          |
| 19..-1961                                | Henri Coquelle       | Divers droite, després UNR |          |
| 1961-1967                                | Raymond Gauriat      | PCF                        |          |
| 1967-1973                                | Michel Mecheri       | UDR                        |          |
| 1973-1998                                | Maurice Gigoi        | RI, després UDF            |          |
| 1998-2004                                | Marie-Marthe Jesslen | PS                         |          |
| 2004-                                    | Philippe Demaret     | PS                         |          |
| les dades anteriors no són pas conegudes |                      |                            |          |
|                                          |                      |                            |          |